# Protoariciella
Protoariciella is een geslacht van borstelwormen uit de familie van de Orbiniidae.

## Soorten
- Protoariciella australiensis Hartmann-Schröder, 1981
- Protoariciella heterosetosa Hartmann-Schröder, 1962
- Protoariciella oligobranchia Hobson, 1976
- Protoariciella parauncinata Hartmann-Schröder, 1965
- Protoariciella subuluncinata Hartmann-Schröder, 1974
- Protoariciella tuamotuensis Hartmann-Schröder, 1992
- Protoariciella uncinata Hartmann-Schröder, 1962